# Mahlberg (Bad Münstereifel)
Mahlberg ist ein Stadtteil von Bad Münstereifel im Kreis Euskirchen, Nordrhein-Westfalen.

## Lage
Der Ort liegt 10 km südlich der Altstadt von Bad Münstereifel. Am südlichen Ortsrand verläuft die Landesstraße 165, am östlichen die Landesstraße 113.

## Geschichte
Zahlreiche Artefaktfunde vom Michelsberg belegen, dass bereits in der Mittelsteinzeit (circa 9600–5500/4500 v. Chr.) Menschen in dieser Gegend lebten. Eine Siedlung der Jungsteinzeit (5500/4500–2000 v. Chr.) ist für die Gemarkung „Op de Pöhle“ durch weitere Artefaktfunde, darunter Klingen aus Feuerstein, nachgewiesen.
Der Ort wird im Prümer Urbar im Jahre 893 als „Maleberhc“ erstmals urkundlich erwähnt. Um 1300 wird auf dem Michelsberg (586,1 m ü. NHN) die erste Michaelskapelle erbaut. Schon bald entwickelte sie sich zu einem Wallfahrtsort. Nach mehreren Neubauten wird 1735 die neue Wallfahrtskapelle erbaut.
Am 1. Juli 1969 wurde Mahlberg nach Bad Münstereifel eingemeindet.

## Verkehr
Die VRS-Buslinie 819 der RVK verbindet den Ort mit Bad Münstereifel und weiteren Nachbarorten, überwiegend als TaxiBusPlus im Bedarfsverkehr. Zusätzlich verkehren an Schultagen einzelne Fahrten der Linie 822.
| Linie | Verlauf |
| ----- | --- |
| 819   | MiKE (außer im Schülerverkehr): Bad Münstereifel Bf – Bad Münstereifel Eifelbad – Eicherscheid – Schönau – Mahlberg – Reckerscheid – Willerscheid – Soller – Hummerzheim – Odesheim – Hünkhoven – Rupperath |
| 822   | MiKE (außer im Schülerverkehr): (Bad Münstereifel Gewerbegeb./Ärzteh. →/ Rathaus ←) Bad Münstereifel Bf – Eifelbad – Eicherscheid – Langscheid / Vollmert – Schönau – (Mahlberg ←) Wasserscheide – Esch – Honerath – Berresheim – Hardtbrücke – Ellesheim – Mutscheid – Nitterscheid – Sasserath – Hilterscheid – Ohlerath (– Rupperath / Wershofen) |

Die Grundschulkinder werden zur katholischen Grundschule St. Helena nach Mutscheid gebracht.